# Eve Ensler
V, antes llamada Eve Ensler (Scarsdale, Nueva York, 25 de mayo de 1953) es una dramaturga, feminista y activista social estadounidense conocida internacionalmente por su obra teatral Los monólogos de la vagina.
V ha dicho que la obra se inspiró en todas las mujeres que han sido víctimas de abuso sexual y violación en todo el mundo, por lo que también fundó en 1998 el proyecto V-day que busca combatir la violencia doméstica y el feminicidio.
Otra de sus obras más conocidas es "Criatura Emocional", compuesta por monólogos y diálogos que cuentan situaciones de diferentes mujeres jóvenes de alrededor del mundo. La trama de la misma trata temas como: anorexia, embarazo adolescente, trabajo infantil, discriminación, estereotipos sociales y religiones, entre otras formas en que las culturas oprimen y maltratan a las mujeres. A través de esta obra la autora busca comunicarles a sus lectores que el espíritu y la energía que una joven posee son factores creadores de un increíble poder.

## Reseña biográfica
Nacida en una familia judía, V se graduó de la prestigiosa universidad privada Middlebury College en 1975 y tres años después se casó con Richard McDermott, el padre del actor Dylan McDermott. El matrimonio duró 10 años, de 1978 a 1988. V adoptó legalmente a Dylan McDermott cuando éste tenía 18 años de edad; ella tenía 26. 
Las actividades pacifistas en las que ha participado por todo el mundo le han hecho merecedora de varios premios importantes, incluido uno por liderazgo que le otorgó en el 2002 la organización humanitaria Amnistía Internacional.
En febrero del 2004, V participó con las actrices estadounidenses Sally Field, Jane Fonda y Christine Lahti en una manifestación para pedir al gobierno de México que reabriera la investigación de los feminicidios en Ciudad Juárez, en la frontera con Texas, Estados Unidos.

## Sus obras más conocidas

### Teatro
- Conviction
- Lemonade
- The Depot
- Floating Rhoda
- does not matter the time
- Extraordinary Measures
- The Vagina Monologues
- The Good Body
- Necessary Targets
- I am an Emotional Creature

### Libros
- V-World
- I Am An Emotional Creature
- Vagina Warriors
- Insecure at Last: Losing It in Our Security Obsessed World
- The Good Body

### Filmografía
- Fear No More: Stop Violence Against Women (2002) - interview
- The Vagina Monologues (2002)
- Until the Violence Stops (2003)
- What I Want My Words to Do to You: Voices From Inside a Women's Maximum Security Prison (2003)

## Premios y reconocimientos
Entre otros muchos, V ha recibido los siguientes:
- Premio Obie por Mejor Nueva Obra para Los monólogos de la vagina (1996)
- Beca Guggenheim en dramaturgia (1999) (debido a la calidad de su trabajo, la Fundación Guggenheim le otorgó esta beca, a pesar de que no está dirigida a las artes escénicas).
- Premio Berrilla-Kerr para Dramaturgia (2000)
- Premio Elliot Norton para Presentaciones Individuales Sobresalientes (2001)
- Premio del Jurado para Teatro en el Festival de Artes y Comedia (U.S. Comedy Arts Festival) (2002)
- Premio por Liderazgo otorgado por Amnistía Internacional (2002)
- Premio Matrix (2002)
- Premio León de Judá de las Comunidades Judías Unidas (2002)
- Premio "Libertad de Expresión" del Festival de Cine de Sundance para What I Want my Words to do to you (2003)
- Doctorado honoris causa en Letras por parte de su alma mater, el Middlebury College (2003)
- Premio de Teatro NETC para obra regional de Boston (2004)
- Premio NOW de la Gala de Premios Intrepid (2004)
- Premio Revolucionario Civil otorgado por el Colegio Dade de Miami (2004)
- Premio Internacional por Esfuerzos de Paz otorgado por la Escuela de Derecho Cardozo (2004)
- Premio Avon (2005)
- Premio Sandra Day O’Connor otorgado por la Fundación Arizona para Mujeres (Phoenix, 2005)
- Doctorado honoris causa en Letras y Humanidades otorgado por el Colegio Manhattanville (2005)
- Doctorado honoris causa en Comunicaciones otorgado por el Colegio Simmons (2006)
- Proclama hecha por la Ciudad de Nueva York en honor de su trabajo por el Día V (2006)
- Premio Humanitario OK2BU en reconocimiento a las extraordinarias contribuciones para la comunidad LGBT (2006)
- Premios por sus esfuerzos para contrarrestar la violencia hacia las mujeres: otorgados por organizaciones tales como Planned Parenthood (2004, 2006), The Women’s Prison Association (2004), Sahkti (2004) y varios centros LGBT (2004, 2006).